# Dekere
Eine Dekere (Decere) war ein antikes Ruderkriegsschiff.
Sie entstand in hellenistischer Zeit als Weiterentwicklung älterer mehrreihiger Schiffstypen wie der Bireme, Triere oder Quinquereme, wies jedoch zehn Ruderer in einer Einheit auf. Die genaue Anordnung ist unklar. Fest steht aber, dass mehrere Ruderer an jedem Riemen waren, auf maximal drei oder vier Riemenreihen verteilt.
Dekeren erwiesen sich in der Praxis als wenig geeignet und kamen schnell wieder außer Gebrauch.